# Élections générales espagnoles de 1933
Les élections générales du 19 novembre 1933 en Espagne sont les deuxièmes élections générales de la Seconde République espagnole, et les premières du pays se tenant au suffrage universel féminin. Elles donnent la majorité aux partis de droite et marquent le début du bienio noir (1933-1935), avec des Cortes dominées par une coalition du Parti républicain radical (PRR) et de la Confédération espagnole des droites autonomes (CEDA).

## Résultats par parti
Les résultats par parti sont :
|  | Parti                                                    | Sièges | % sièges. | Dif. |
|  | Confédération espagnole des droites autonomes (CEDA)     | 115    | 22        | -    |
|  | Parti républicain radical (PRR)                          | 102    | 21,6      | +12  |
|  | Parti socialiste ouvrier espagnol (PSOE)                 | 59     | 12,5      | -56  |
|  | Parti agrarien espagnol (PAE)                            | 30     | 6,3       | +15  |
|  | Lliga Regionalista                                       | 24     | 5,1       | +22  |
|  | Communion traditionaliste (CT)                           | 20     | 4,2       | +16  |
|  | Esquerra Republicana de Catalunya (ERC)                  | 17     | 3,6       | -12  |
|  | Parti républicain conservateur (PRC)                     | 17     | 3,6       | -    |
|  | Renovación Española (RE)                                 | 14     | 3,0       | -    |
|  | Parti national basque (PNV)                              | 11     | 2,3       | +4   |
|  | Parti républicain libéral démocrate (PRLD)               | 7      | 1,9       | +5   |
|  | Parti républicain galicien (PRG)                         | 6      | 1,3       | -9   |
|  | Action Républicaine (AR)                                 | 5      | 1,1       | -21  |
|  | Parti républicain démocratique fédéral (PRDF)            | 4      | 0,8       | -12  |
|  | Parti républicain radical socialiste indépendant (PRRSI) | 3      | 0,6       | -    |
|  | Parti républicain progressiste (PRP)                     | 3      | 0,6       | -    |
|  | Union socialiste de Catalogne (USC)                      | 3      | 0,6       | -1   |
|  | Parti républicain de centre                              | 2      | 0,4       | =    |
|  | Parti communiste espagnol (PCE)                          | 1      | 0,2       | +1   |
|  | Parti républicain radical socialiste (PRRS)              | 1      | 0,2       | -60  |
|  | Parti nationaliste espagnol (PNE)                        | 1      | 0,4       | -    |
|  | Phalange espagnole (FE)                                  | 1      | 0,4       | -    |
|  | Union de Rabassaires                                     | 1      | 0,4       | +1   |
|  | Parti régionaliste de Majorque (PRM)                     | 1      | 0,4       | -    |
|  | Indépendants de droite                                   | 18     | 3,8       | +9   |
|  | Républicains centristes indépendants                     | 5      | 1,1       | -3   |
|  | TOTAL                                                    | 473    | 100,00    | +3   |

La victoire de la droite est claire : sur 8 535 200 votes exprimés, 3 365 700 vont à la droite, 2 051 500 votes vont aux partis du centre et 3 118 000 à la gauche. La répartition des sièges n'est cependant pas représentative de la distribution des votes, en raison de la loi électorale de la Seconde République, l'élection se faisant selon un mode de scrutin majoritaire plurinominal favorisant particulièrement le parti ayant reçu le plus de votes. 
Par exemple, selon Hugh Thomas, les socialistes obtiennent 1 722 000 votes et 58 sièges, tandis que les radicaux, avec seulement 700 000 votes en obtiennent 104. Le même déséquilibre se produit de nouveau aux élections générales de 1936 bien que dans une moindre mesure, cette fois à l’avantage de la gauche, celle-ci obtenant 60 % des sièges avec à peine 50 % des voix.
Les Cortes sont dissoutes de façon anticipée, et sont remplacées lors des nouvelles élections de 1936.

## Résultats par circonscription

### Catalogne
- Ville de Barcelone (19 sièges)
  - Lluís Companys i Jover (ERC)
  - Josep Mestre i Puig (ERC)
  - Marià Rubió i Tudurí (ERC)
  - Josep Sunyol i Garriga (es) (ERC)
  - Abel Velilla Sarasola (PRDF)
  - Francesc Cambó i Batlle (Lliga Catalana)
  - Joan Ventosa i Calvell (Lliga Catalana)
  - Pere Rahola i Molinas (es) (Lliga Catalana)
  - Lluís Puig de la Bellacasa i Deu (es) (Lliga Catalana)
  - Joaquim Pellicena i Camacho (Lliga Catalana)
  - Felip de Solà i Cañizares (Lliga Catalana)
  - Joaquim Maria de Nadal i Ferrer (Lliga Catalana)
  - Francesc Pons i Pla (Lliga Catalana)
  - Antoni Gabarró i Torres (Lliga Catalana)
  - Alexandre Gallart i Folch (Lliga Catalana)
  - Francesc Bastos i Ansart (Lliga Catalana)
  - Vicent Solé de Sojo (Lliga Catalana)
  - Josep Ayats Surribas (CEDA)
  - Joaquim Reig i Rodríguez (indép. dans la Lliga Catalana)
- Province de Barcelone (15 sièges)
  - Jaume Aiguader i Miró (ERC)
  - Amadeu Aragay i Davi (ERC)
  - Domènec Palet i Barba (ERC)
  - Josep Grau i Jassans (ERC)
  - Joan Ferret i Navarro (PRDF dans les listes d'ERC)
  - Josep Antoni Trabal i Sans (ERC)
  - Josep Tomàs i Piera (ERC)
  - Joan Ventosa i Roig (ERC)
  - Francesc Senyal i Ferrer (ERC)
  - Felip Barjau i Riera (USC)
  - Jaume Comas i Jo (USC)
  - Josep Calvet i Móra (Union de Rabassaires)
  - Francesc Salvans i Armengol (Lliga Catalana)
  - Josep Maria Trias de Bes i Giró (Lliga Catalana)
  - Miquel Vidal i Guardiola (Lliga Catalana)
- Lérida (6 sièges)
  - Manuel Florensa i Farré (Lliga Catalana)
  - Lluís Massot i Balaguer (Lliga Catalana)
  - Lluís G. Pinyol i Agulló (Lliga Catalana)
  - Casimir de Sangenís i Bertrand (Communion traditionaliste))
  - Epifani Bellí i Castiel (ERC)
  - Luis Bello Trompeta (Acció Republicana)
- Gérone (7 sièges)
  - Josep Mascort i Ribot (ERC)
  - Miquel Santaló i Parvorell (ERC)
  - Josep Sagrera i Corominas (ERC)
  - Joan Estelrich i Artigues (Lliga Catalana)
  - Melcior Marial i Mundet (PRDF dans les listes d'ERC)
  - Manuel Serra Moret (USC)
  - Carles Badia i Malagrida (Lliga Catalana)
- Tarragone (7 sièges)
  - Josep Maria Casabò i Torras (Lliga Catalana)
  - Josep Mullerat i Soldevila (Lliga Catalana)
  - Gaietà Vilella i Puig (indépendant dans les listes de la Lliga)
  - Joaquim Bau i Nolla (Communion traditionaliste)
  - Amós Ruiz Lecina  (PSOE),
  - Joan Palau i Mayor (Parti républicain radical)
  - Daniel Mangrené i Escardó (PRDF)

### Îles Baléares
- Tomàs Salort i de Olives (CEDA)
- Luis Zaforteza Villalonga  (CEDA)
- Joan March Ordinas (Parti républicain de centre)
- Pere Matutes Noguera (Parti républicain de centre)
- Bartomeu Fons i Jofre de Villegas (Parti régionaliste de Majorque)
- Josep Teodor Canet Menéndez (Parti républicain radical)
- Francesc Julià i Perelló (Parti républicain radical)

### Région valencienne
- Castellón (6 sièges)
  - José Morelló del Pozo (PURA)
  - Vicente Cantos Figuerola (PURA)
  - Álvaro Pascual-Leone Forner (PURA)
  - Ignasi Villalonga i Villalba (CEDA)
  - Antonio Martí Olucha (CEDA)
  - Juan Granell Pascual (Communion traditionaliste)
- Ville de Valence (7 sièges)
  - Lluís Lúcia i Lúcia (CEDA)
  - Alejandro Lerroux (PURA)
  - Sigfrido Blasco-Ibáñez Blasco  (PURA)
  - Ricardo Samper e Ibáñez  (PURA)
  - Vicent Marco Miranda (PURA)
  - Pascual Martínez Sala (PURA)
  - Joaquín Manglano y Cucaló de Montull (Communion traditionaliste)
- Province de Valence (13 sièges)
  - Ramón Cantos Saiz de Carlos (PURA)
  - Juli Just Jimeno (PURA)
  - Vicente Lambies Grancha (PURA)
  - Juan Chabret Bru (PURA)
  - Faustí Valentín i Torrejón (PURA)
  - Gerardo Carreres Bayarri (PURA)
  - José García-Berlanga Pardo (PURA)
  - Ángel Puig Puig (PURA)
  - Vicente de Roig Ibáñez (PURA)
  - Eduardo Molero Massa (PRC)
  - Francisco Javier Bosch Marín (CEDA)
  - Luis García Guijarro (CEDA)
  - Fernando Oria de Rueda y Fontán (CEDA)
- Alicante (11 sièges)
  - Rafael Alberola Herrera (CEDA)
  - Francisco Moltó Pascual  (CEDA)
  - Juan Torres Sala de Orduña y Feliu (CEDA)
  - José Martínez Arenas (PRC)
  - Romualdo Rodríguez de Vera (PSOE)
  - Manuel González Ramos (PSOE)
  - Rodolfo Llopis Ferrándiz (PSOE)
  - Joaquín Chapaprieta Torregrosa (républicain indépendant)
  - Miguel de Cámara Cendoya (Parti républicain radical)
  - José María Ruiz-Pérez Águila  (Parti républicain radical)
  - César Oarrichena Genaro (Parti républicain radical)

### Pays basque et Navarre
- Alava (2 sièges)
  - Francisco Javier Landáburu Fernández de Betoño (PNB)
  - José Luis de Oriol y Urigüen (Communion traditionaliste)
- Biscaye (3 sièges)
  - Marcelino Oreja Elósegui (Acción Católica)
  - José Antonio Aguirre (PNB)
  - Eliodoro de la Torre y Larrinaga (PNB)
  - Bilbao (6 sièges)
    - Indalecio Prieto Tuero (PSOE)
    - Manuel Azaña (Acció Republicana)
    - José Horn Areilza (PNB)
    - Manuel Robles Aranguiz (PNB)
    - Juan Antonio de Careaga y Andueza  (PNB)
    - Ramón de Vicuña y Epalza (PNB)
- Guipuscoa (6 sièges)
  - Rafael Picavea Leguía (indépendant dans les listes du PNV)
  - Jesús María de Leizaola Sánchez (PNB)
  - Manuel de Irujo (PNB)
  - Telesforo Monzón (PNB)
  - Juan Antonio Irazusta Muñoa (PNB)
  - Ramiro de Maeztu (Rénovation espagnole)
- Navarre (7 sièges) Tous les sièges sont remportés par le Bloc de droites
  - Tomás Domínguez Arévalo, comte de Rodezno  (Communion traditionaliste)
  - Esteban de Bilbao Eguía (Communion traditionaliste)
  - Javier Martínez de Morentín (Communion traditionaliste)
  - Luis Arellano Dihinx (Communion traditionaliste)
  - Rafael Aizpún Santafé (CEDA)
  - José Gafo (indépendant)
  - Raimundo García García (indépendant)

### Galice
- La Corunya (17 sièges)
  - Santiago Casares Quiroga (ORGA)
  - Alejandro Rodríguez Cadarso (ORGA)
  - Emilio González López (ORGA)
  - Leandro Pita Romero (ORGA)
  - Manuel Iglesias Corral (ORGA)
  - Antonio Rodríguez Pérez (indépendant allié à l'ORGA)
  - José Reino Caamaño (PRC)
  - Benito Blanco-Rajoy Espada (CEDA)
  - Eugenio Vázquez Gundín (CEDA)
  - Felipe Gil Casares (CEDA)
  - José María Méndez Gil Brandón (CEDA)
  - José García Ramos y Segund (Parti républicain radical)
  - José Miñones Bernárdez (Parti républicain radical)
  - Ángel Aperribay y Pita da Veiga (droite indépendante)
  - Eduardo O'Shea y Verdes Montenegro (droite indépendante)
  - José del Moral Sanjurjo (droite indépendante)
  - José Calvo Sotelo (Rénovation espagnole)
- Lugo (10 sièges)
  - Ubaldo Azpiazu y Artazu (Parti républicain radical)
  - Manuel Becerra Fernández (Parti républicain radical)
  - Enrique Gómez Jiménez (PRC)
  - Luis Recaséns Siches  (PRC)
  - José María Montenegro Soto (Rénovation espagnole)
  - Ángel López Pérez (CEDA)
  - Felipe Lazcano y Morales de Setién (droite agrarienne)
  - Luis Rodríguez de Viguri (droite agrarienne)
  - Gumersindo Rico González (républicain indépendant)
  - Manuel Saco Rivera (républicain indépendant)
- Orense (9 sièges)
  - Luis Fábrega Coello (Parti républicain radical)
  - Basilio Alvarez Rodríguez (Parti républicain radical)
  - Justo Villanueva Gómez (Parti républicain radical)
  - Fernando Ramos Cerviño (Parti républicain radical])
  - José Sabucedo Morales (Rénovation espagnole)
  - José Calvo Sotelo (Rénovation espagnole)
  - Andrés Amado y Reygondaud de Villebardet (Rénovation espagnole)
  - Carlos Taboada Tundidor (CEDA)
  - Antonio Taboada Tundidor (Agrarien)
- Pontevedra (13 sièges)
  - Emiliano Iglesias Ambrosio (Parti républicain radical)
  - José López Varela (Parti républicain radical)
  - Ramón Salgado Pérez  (Parti républicain radical)
  - Luis Fontaiña Sarrapio  (Parti républicain radical)
  - Antonio Prieto Rivas  (Parti républicain radical)
  - Vicente Sierra Martínez  (Parti républicain radical)
  - Nicasio Guisasola Domínguez  (CEDA)
  - Severino Barros de Lis  (CEDA)
  - Víctor Lis Quibén  (Agrarien-CEDA)
  - Alfredo García Ramos  (Agrarien)
  - Honorio Maura Gamazo  (Rénovation espagnole)
  - Isidoro Millán Mariño  (PRLD)
  - Fernando Villamarín Rodríguez  (PRC)